# さんふらわあ あいぼり

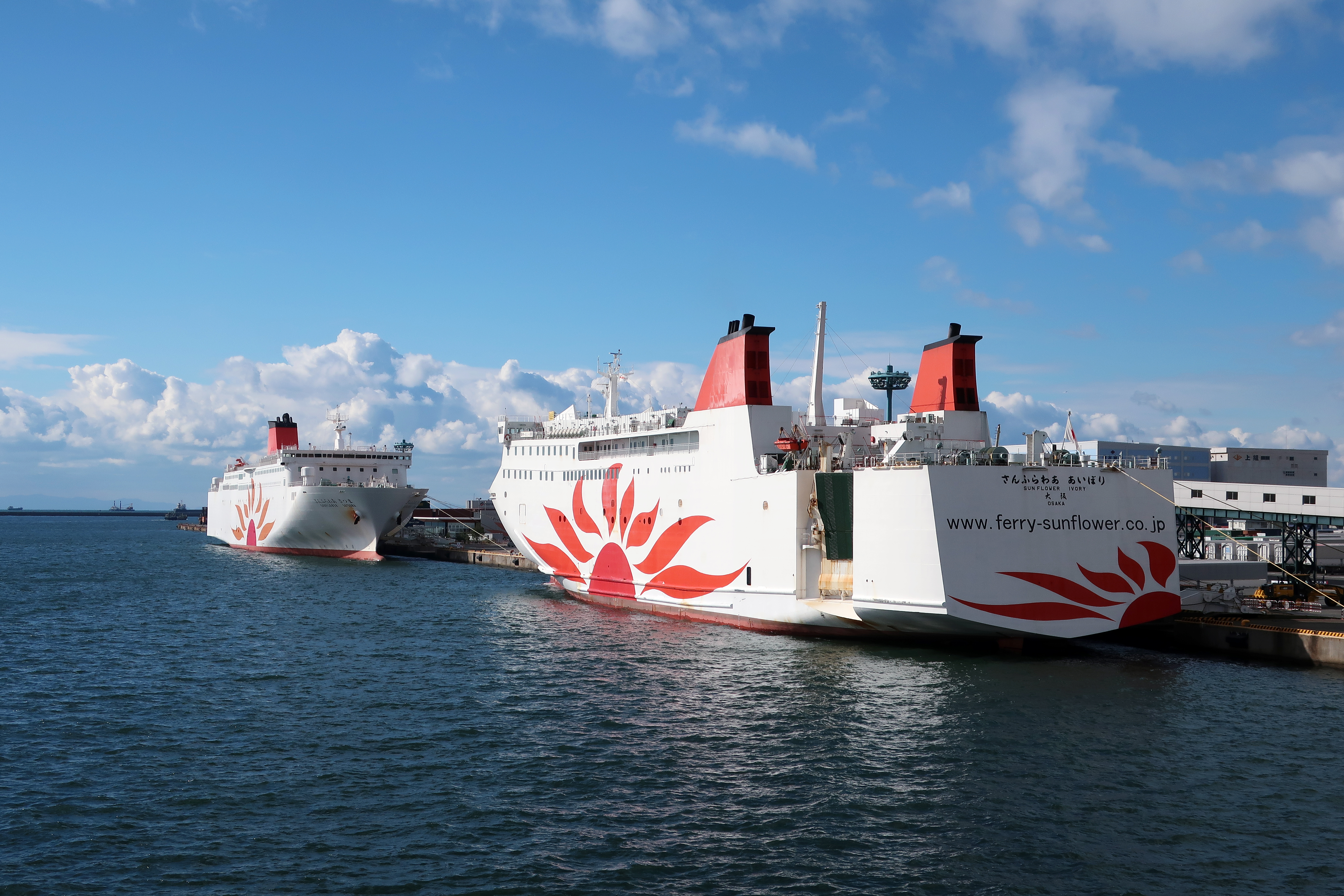
右同船（船尾）。左「さんふらわあ さつま」

さんふらわあ あいぼりは、フェリーさんふらわあが運航していたフェリー。大阪港（大阪南港コスモフェリーターミナル）と別府港を結ぶ航路に就航した。

## 概要
さんふらわあ2の代船として三菱重工業下関造船所で建造され、1997年12月6日に神戸（阪神） - 松山 - 別府航路に就航した。
松山港への寄港は、下り便が2010年2月、上り便が2011年4月30日で終了した。松山港の抜港により所要時間が約1時間短縮された。
関西汽船とダイヤモンドフェリーのフェリーさんふらわあへの統合により、2009年11月1日からフェリーさんふらわあによる運航となった。その際、ファンネルマークが関西汽船の赤・白・赤のマークからオレンジ1色に変更された。
国立環境研究所が実施した東アジア海域海洋環境モニタリングプロジェクトにより、海水をくみ上げサンプリングを行うモニタリングシステムがさんふらわあ2に搭載され、1994年から引退まで観測が行われていた。さんふらわあ2の引退後は本船が引き継ぎ、調査は2005年まで継続された。
新造船「さんふらわあ くれない」就航に伴い1月12日別府発便をもって引退。
引退後はインドネシアに売却され、 「 DHARMA KARTIKA Ⅱ 」として運航。

## 船内
船体は7層構造で、上方からコンパス甲板、航海船橋甲板、E・F・G・H・I甲板と呼称されており、航海船橋甲板が操舵室および乗組員居住区、E・F甲板が客室区画、G・H甲板が車両搭載区画、I甲板が機関室となっている。
| タイプ           | クラス                   | 定員     | 設備                                                 |
| ---------------- | ------------------------ | -------- | ---------------------------------------------------- |
| 個室             | デラックス               | 2名      | ユニットバス、シャワートイレ、洗面台、テレビ、冷蔵庫 |
| 個室             | デラックスシングル       | 1名      | ユニットバス、シャワートイレ、洗面台、テレビ、冷蔵庫 |
| 個室             | ファースト               | 4名      | 洗面台、テレビ                                       |
| 個室             | スタンダード             | 2名/1名  | 二段ベッド、洗面台、テレビ付き、窓なし               |
| ドライバールーム | ドライバールーム         | 1名      | 窓なし                                               |
| 寝台             | ツーリストベッド（個室） | 4名      | 二段ベッド、テレビ                                   |
| 寝台             | ツーリストベッド         | 8名/12名 | 二段ベッド                                           |
| 大部屋           | ツーリスト               |          | テレビ、電源コンセント（共用）                       |

### 設備
Aデッキ
- デラックス客室
- ファースト客室
- スタンダード客室
- ツーリストベッド客室
- ツーリスト客室
- ラウンジ
- キッズスペース

Bデッキ
- ファースト客室
- ツーリストベッド客室
- エントランス
- レストラン - 夕食、朝食ともにバイキング方式
- 売店
- ゲームコーナー
- 展望浴室

## 事故・インシデント
2009年7月26日、南港フェリーターミナルに着岸中、不調だった熱媒油加熱システムの点検を行った際、取り扱いの不備により熱媒油が噴出、補機の排気管に触れ出火した。火災により左舷煙突内を焼損した。